# Alfredo Castillo Cervantes
Alfredo Castillo Cervantes (25 de julio de 1975) es un abogado y político mexicano que se ha desempeñado principalmente dentro de la procuración de justicia estatal y federal. Llegó a ser procurador de Justicia del Estado de México en 2011. En 2013 fue designado como procurador federal del consumidor y en 2014 fue designado como titular de la Comisión para la Seguridad y el Desarrollo Integral de Michoacán que buscó la pacificación de ese estado por estar dominado por el narcotráfico.
Alfredo Castillo cerró su último año en la Comisión Nacional de Cultura Física y Deporte con balance negativo. Con irregularidades detectadas como: entrega de apoyos sin previo análisis y duplicidad de los mismos, irregulares procedimientos de adjudicación y formalización de contratos, igualmente tampoco demostró los logros deportivos de 100 atletas y entrenadores beneficiarios. De acuerdo a la auditoría Superior del Estado del 2018, con pérdidas para el erario por millones de pesos.

## Biografía
Castillo Cervantes estudió la licenciatura en derecho por la Universidad Autónoma Metropolitana con especialidad en ciencias penales y criminológicas, también estudió otras dos licenciaturas: una en Ciencias Políticas y Administración Pública en la Universidad Iberoamericana y la otra en Economía Financiera en la Escuela Bancaria y Comercial.

## Trayectoria
En 2002 comenzó su trabajo en la procuración de justicia, su primer cargo fue en la Procuraduría General de la República donde fue asesor de Rafael Macedo de la Concha cuando era titular de esa dependencia y de los subprocuradores de procesos penales. Ahí mismo fungió como subprocurador de Control Regional, Procedimientos Penales y Amparo.
Igualmente fungió como director de Planeación Estratégica de la Agencia Federal de Investigación (AFI) y como director de Concertación, Modernización y Profesionalización y luego director de Servicios de Seguridad Privada en la Secretaría de Seguridad Pública. También fue subprocurador regional de Cuautitlán Izcalli.
En 2010, Enrique Peña Nieto, que en ese momento era gobernador del Estado de México, designó a Alfredo Castillo Cervantes como nuevo procurador de justicia del Estado de México, después de que Alberto Bazbaz renunciara a ese puesto en medio del escándalo de la desaparición de la niña Paulette. Cuando Eruviel Ávila fue elegido nuevo gobernador del Estado de México, Castillo Cervantes fue designado para permanecer en el cargo de procurador, en el que permaneció hasta 2012 para integrarse al equipo de trabajo de Enrique Peña Nieto quien buscaba la presidencia de la República. Cuando Peña Nieto ganó la presidencia de México Castillo Cervantes se integró Subprocuraduría de Control Regional, Procedimientos Penales y Amparo de la PGR.
El 20 de mayo de 2013, se le nombró nuevo titular de la Procuraduría Federal del Consumidor de México, para sustituir a Humberto Benítez Treviño, puesto en el que duró hasta enero de 2014.
El 15 de enero de 2014, el presidente Enrique Peña Nieto, emite un decreto por el que se crea la Comisión para la Seguridad y el Desarrollo Integral en el Estado de Michoacán, un órgano administrativo de la Secretaría de Gobernación que busca pacificar y controlar la situación que el estado de Michoacán afronta por los grupos armados de narcotraficantes. Ese mismo día Alfredo Castillo Cervantes fue designado como el titular de dicha comisión.
El 16 de abril de 2015, rindió protesta como nuevo titular de la Comisión Nacional de Cultura Física y Deporte, en sustitución del otrora clavadista Jesús Mena Campos.